# Ludovica Gargari
Ludovica Gargari (Roma, 20 dicembre 1997) è un'attrice italiana.

## Biografia
Ludovica, così come la sorella maggiore Benedetta (anche lei attrice), inizia con la pubblicità della pasta Barilla. Nel 2004 esordisce sul piccolo schermo con la serie TV Cuore contro cuore, in onda su Canale 5, in cui interpreta il ruolo di Nicoletta.
Nel 2005 partecipa alle miniserie TV Ricomincio da me, in onda su Canale 5, e Provaci ancora prof!, trasmessa da Rai 1, nel ruolo di Livietta, figlia dei protagonisti Camilla e Renzo, interpretati da Veronica Pivetti e da Enzo De Caro. Tutte e due le miniserie sono dirette da Rossella Izzo.
Nel 2006 è nel cast della miniserie in due puntate, Giovanni Falcone - L'uomo che sfidò Cosa Nostra, diretta da Andrea Frazzi e Antonio Frazzi e trasmessa da Rai 1. L'anno seguente recita, per la prima volta insieme alla sorella Benedetta, nella miniserie di Rai 1, La terza verità, regia di Stefano Reali. Nel 2009 debutta sul grande schermo con il film Ex, regia di Fausto Brizzi.
In televisione recita in Due imbroglioni e... mezzo!, in onda nel 2010 su Canale 5, e continua ad interpretare il ruolo di Livietta in Provaci ancora prof per sette stagioni, fino al 2017.
Nel 2014 è nel cast della miniserie televisiva Una buona stagione, regia di Gianni Lepre.
Abbandonata la carriera da attrice, diviene una chef di professione. Attualmente è collaboratrice del portale online GialloZafferano.

## Filmografia

### Cinema
- Ex, regia di Fausto Brizzi (2009)

### Televisione
- Cuore contro cuore – serie TV (2004)
- I colori della vita, regia di Stefano Reali – miniserie TV (2005)
- Provaci ancora prof! – serie TV (2005-2017)
- Ricomincio da me, regia di Rossella Izzo – miniserie TV (2005-2006)
- Giovanni Falcone - L'uomo che sfidò Cosa Nostra, regia di Andrea Frazzi e Antonio Frazzi – miniserie TV (2006)
- La terza verità, regia di Stefano Reali – miniserie TV (2007)
- Due imbroglioni e... mezzo!, regia di Franco Amurri – miniserie TV (2010)
- Il caso Enzo Tortora - Dove eravamo rimasti?, regia di Ricky Tognazzi – miniserie TV (2012)
- Una buona stagione, regia di Gianni Lepre – miniserie TV (2014)